# Slovenska književnost med obema vojnama
V obdobju med obema svetovnima vojnama sta v slovenski književnosti prevladovali dve glavni smeri: ekspresionizem (1918-1930) in socialni realizem (1930-1941). 

## Kulturnozgodvinski okvir
Leta 1918 ne pomeni le konec prve svetovne vojne, temveč tudi razpad avstro-ogrskega cesarstva. Slovenija zaživi v novi državi Kraljevini Srbov, Hrvatov in Slovencev, kasnejši Jugoslaviji. Krepita se tako marksizem in komunizem kot tudi katoliška gibanja. Zaradi svetovne krize še vedno prihaja do množičnega izseljevanja. V tem času izhaja tudi mnogo časopisov in revij (Slovenec, Jutro, Ljubljanski zvon, Slovenski narod). Dobimo tudi prvo slovensko univerzo v Ljubljani, Narodno galerijo in Slovensko akademijo znanosti in umetnosti.

## Literarne smeri
Med obdobjem pritekajo novi literarni tokovi, ki zahtevajo odmik od tradicionalnega in zahtevajo novo umetnost. Med njimi izstopa ekspresionizem, ki prevladuje od leta 1918 do 1930. Nato se ekspresionistična dela še pojavljalo, ampak prevlada socialni realizem, ki se razvija od leta 1930 do konca druge svetovne vojne. Poleg slednjih dveh smeri imamo sledove simbolizma in konstruktivizma. 
Ekspresionizem se razvije v liriki, epiki in dramatiki. Pomembeni predstavniki ekspresionizma so bili Srečko Kosovel, Slavko Grum, Ivan Pregelj in Miran Jarc. Ločimo socialni ekspresionizem (Kosovel), religiozni ekspresionizem (Jarc, Grum, Pregelj) in kozmični ekspresionizem (Jarc). V dramatiki imamo poleg ekspresionizma še prvine dekadence (Grum) in naturalizma (Pregelj). Ekspresionističnega pripovedništva je bolj malo - nastajajo predvsem črtice, novele in groteske. 
Socialni realizem prevladuje v epskih delih. Slovenci prvič dobimo obsežne romane in daljše povesti, največ pa je novel. Avtorji pišejo predvsem o problematiki malih ljudi, delavcev in kmetov. Večina jih piše o svoji domači pokrajini: Prežihov Voranc o Koroški, Miško Kranjec o Prekmurju in Ciril Kosmač o Primorski. 